# Domenico Orsini d’Aragona
Domenico Orsini d’Aragona (ur. 5 czerwca 1719 w Neapolu, zm. 10 stycznia 1789 w Rzymie) – włoski kardynał.

## Życiorys
Urodził się 5 czerwca 1719 roku w Neapolu, jako Ferdinanda Bernualda Filippa Orsiniego i jego drugiej żony Giacinty Marescotti-Ruspoli. W 1734 roku odziedziczył po swoim ojcu tytuł księcia Graviny, otrzymując jednocześnie szereg innych tytułów szlacheckich. Został także ambasadorem nadzwyczajnym królowej Neapolu Marii Amalii przed Klemensem XIII, pełniąc tę funkcję w latach 1738–1740. W 1738 roku poślubił Annę Paolę Flaminię Odescalchi, z którą miał czworo dzieci: Marię Maddalenę, Giacintę, Filippa i Amadea. Cztery lata po ślubie owdowiał. 9 września 1743 roku został kreowany kardynałem diakonem i otrzymał diakonię Santi Vito, Modesto e Crescenzia. Udzielono mu dyspensy ze względu na nieposiadanie nawet niższych święceń, a on sam wstąpił do Kurii Rzymskiej. Król Karol III przyznał mu wiele beneficjów i włączył do rodziny królewskiej, by Orsini mógł dziedziczyć tron hiszpański. 6 listopada 1768 roku kardynał przyjął święcenia kapłańskie. W latach 1779–1789 był protodiakonem. Zmarł 10 stycznia 1789 roku w Rzymie.